# Wilhelm Mattes
Wilhelm Mattes (* 8. Juli 1892 in Winterspüren; † 27. Dezember 1952 in Überlingen) war ein deutscher Volkswirt und Politiker (DVP, später GB/BHE).

## Leben und Beruf
Nach dem Abitur nahm Mattes ein Studium der Volkswirtschaft in Straßburg, Berlin, Freiburg im Breisgau und Heidelberg auf, das er 1920 mit der Promotion zum Dr. rer. pol. beendete. Während der Zeit des Nationalsozialismus arbeitete er als Steuerberater in Mannheim. Seit 1945 war Mattes Leiter der Finanzverwaltung für die Gebiete Pfalz, Saar sowie für das linksrheinische Rheinhessen.

## Politik
Mattes trat während der Zeit der Weimarer Republik in die DVP ein und wurde 1921 in den Landtag der Republik Baden gewählt, dem er bis 1933 angehörte. Seit 1925 war er hier Vorsitzender der DVP-Fraktion. Vom 26. Juni 1931 bis zum 10. März 1933 amtierte er als Finanzminister in den von den Staatspräsidenten Franz Josef Wittemann und Josef Schmitt geführten Regierungen des Landes Baden.
Nach dem Zweiten Weltkrieg gehörte Mattes zunächst keiner Partei an. Er wurde am 12. Oktober 1945 von der US-amerikanischen Militärregierung zum hessischen Staatsminister der Finanzen ernannt und war somit Mitglied der von Ministerpräsident Karl Geiler geführten Landesregierung. Am 7. November 1946 wurde er in dieser Funktion von Robert Nöll von der Nahmer abgelöst. Später war er Mitbegründer des GB/BHE in Hessen. 1950 wurde er zum hessischen Landesvorsitzenden den GB/BHE gewählt. Von 1950 bis 1952 war er Landtagsabgeordneter im Landtag von Württemberg-Baden und dort Vorsitzender der DG/BHE-Fraktion.